# Protutijela
Protutijela (Ab), također poznata kao imunoglobulini (Ig), veliki su proteini u obliku slova Y koji se proizvode uglavnom u plazma stanicama koje imunološki sustav koristi za neutralizaciju patogena kao što su patogene bakterije i virusi. Antitijelo prepoznaje jedinstvenu molekulu patogena, zvanu antigen, preko Fab varijabilne regije. Svaki vrh "Y" protutijela sadrži paratop (analogan bravi) koji je specifičan za jedan određeni epitop (slično, analogan ključu) na antigenu, čime se ove dvije strukture precizno vežu zajedno. Pomoću ovog mehanizma vezanja, antitijelo može obilježiti mikrob ili zaraženu stanicu za napad drugih dijelova imunološkog sustava ili ga može izravno neutralizirati (na primjer, inhibirajući dio mikroba koji je neophodan za njegovu invaziju i preživljavanje ). Ovisno o antigenu, vezanje može ometati biološki proces koji uzrokuje bolest ili može aktivirati makrofage kako bi uništio stranu supstancu. Sposobnost antitijela da komunicira s drugim komponentama imunološkog sustava posredovana je putem svoje Fc regije (nalazi se u bazi "Y") koja sadrži konzerviranu glikozilacijsku lokaciju uključenu u te interakcije. Proizvodnja protutijela glavna je funkcija humoralnog imunološkog sustava .
Antitijela se izlučuju iz B-stanica adaptivnog imunološkog sustava, uglavnom iz diferenciranih B stanice nazvanih plazma stanice. Protutijela se mogu pojaviti u dva fizička oblika, topljivog oblika koji se izlučuje iz stanice da bude slobodan u krvnoj plazmi i membranski vezanom obliku koji je vezan na površinu B stanice i naziva se B-stanični receptor (BCR). BCR se nalazi samo na površini B stanica i olakšava aktivaciju tih stanica i njihovu naknadnu diferencijaciju u tvornice antitijela nazvane plazma stanice ili B stanice memorije koje će preživjeti u tijelu i sjetiti se tog istog antigena tako da B stanice mogu odgovoriti brže od buduće izloženosti. U većini slučajeva, interakcija B stanice s pomoćnom T stanicom je neophodna za proizvodnju pune aktivacije B stanice i, prema tome, stvaranju antitijela nakon vezanja antigena. Topljiva antitijela se oslobađaju u tekućine krvi i tkiva, kao i mnoge sekrecije koje nastavljaju istraživati za mogućom invazijom mikroorganizama.
Protutijela su glikoproteini koji pripadaju superobitelji imunoglobulina. Oni čine većinu frakcije gama globulina krvnih proteina. Obično su načinjeni od osnovnih strukturnih jedinica - svaki s dva velika teška lanca i dva manja laka lanca. Postoji nekoliko različitih tipova teških lanaca protutijela koji definiraju pet različitih tipova kristalizirajućih fragmenata (Fc) koji se mogu vezati na fragmente koji vežu antigen. Pet različitih vrsta Fc regija omogućuju grupiranje antitijela u pet isotipova. Svaka Fc regija određenog izotipa antitijela može se vezati za svoj specifični Fc receptor (osim za IgD, koji je u suštini BCR), čime kompleks antigenskih antitijela može posredovati različite uloge ovisno o tome koji FcR se veže. Sposobnost antitijela da se veže na njegov odgovarajući FcR dalje se modulira strukturom glikana koji su prisutni na konzerviranim mjestima unutar njegove Fc regije. Sposobnost antitijela da se vežu na FcRs pomaže usmjeriti odgovarajući imuni odgovor za svaku različitu vrstu stranog objekta s kojim se susreću. Na primjer, IgE je odgovoran za alergijski odgovor koji se sastoji od degranulacije mastocita i otpuštanja histamina. IgE-ov Fab paratop veže se na alergijski antigen, na primjer čestice grinja kućne prašine, dok se njegova Fc regija veže na Fc receptor ε. Interakcija alergen-IgE-FcRε posreduje alergijski prijenos signala kako bi se inducirala stanja kao što je astma.
Iako je opća struktura svih protutijela vrlo slična, mala regija na vrhu proteina iznimno je promjenjiva, što omogućuje milijunima protutijela s različitim tip strukturama ili mjestima za vezanje antigena. Ova regija je poznata kao hipervarijabilna regija. Svaka od ovih varijanti može se vezati na drugi antigen. Ova ogromna raznolikost paratopa protutijela na fragmentima koji vežu antigen omogućuje imunološkom sustavu da prepozna jednako širok raspon antigena. Velika i raznolika populacija paratoma protutijela generira se slučajnim rekombinacijskim događajima skupine segmenata gena koji kodiraju različita mjesta vezanja antigena (ili paratopi ), praćena slučajnim mutacijama na ovom području gena protutijela, koje stvaraju daljnje raznolikost. Ovaj rekombiniracijski proces koji proizvodi raznovrsnost paratopa klonalnih antitijela naziva se rekombinacija V (D) J ili VJ. U osnovi, paratop protutijela je poligensko, sastavljeno od tri gena, V, D i J. Svaki paratopni lokus je također polimorfan, tako da tijekom proizvodnje antitijela odabire se jedan alel od V, jedan od D i jedan od J. Ovi segmenti gena zatim se sjedinjuju pomoću nasumične genetske rekombinacije kako bi se proizveo paratop. Regije u kojima se nasumično rekombiniraju geni su hiper-varijabilna regija koja se koristi za prepoznavanje različitih antigena na klonalnoj osnovi.
Geni za antitijela također se ponovno organiziraju u procesu koji se naziva prevođenje klase koji mijenja jednu vrstu teškog lanca fragmenta Fc u drugu, stvarajući drugačiji izotip protutijela koji zadržava varijabilnu regiju specifičnu za antigen. To omogućava da se jedno antitijelo koristi za različite tipove Fc receptora, izraženih na različitim dijelovima imunološkog sustava.

## Oblici
Oblik protutijela vezan uz membranu može se nazvati površinskim imunoglobulinom (sIG) ili membranskim imunoglobulinom (mIg). To je dio receptora B stanica (BCR), koji omogućuje B stanici da detektira kada je specifičan antigen prisutan u tijelu i pokreće aktivaciju B stanica. BCR se sastoji od površinski vezanih IgD ili IgM antitijela i povezanih Ig-a i Ig-β heterodimera, koji su sposobni za prijenos signala . Tipična ljudska B stanica će imati 50,000 do 100,000 antitijela vezanih za njegovu površinu. Nakon vezanja antigena, oni se nakupljaju u velikim nakupinama, te nakupine mogu prelaziti 1 mikrometar u promjeru, na lipidnim splavima koji izoliraju BCR-ove od većine drugih receptora stanične signalizacije. Ove nakupine mogu poboljšati učinkovitost staničnog imunološkog odgovora. Ljudima, površina stanica je gola oko receptora B stanica za nekoliko stotina nanometara, to dodatno izolira BCR-ove od konkurentskih utjecaja.

## Interakcije antitijelo-antigen
Paratop protutijela reagira s epitopom antigena. Antigen obično sadrži različite epitope po svojoj površini raspoređenih diskontinuirano, a dominantni epitopi na određenom antigenu nazivaju se odrednicama.
Antitijelo i antigen u interakciji su prostorne komplementarnosti (brava i ključ). Molekularne sile uključene u interakciju Fab-epitopa su slabe i nespecifične - na primjer elektrostatske sile, vodikove veze, hidrofobne interakcije i van der Waalsove sile. To znači da je vezanje između antitijela i antigena reverzibilno, a protutijelo antitijela prema antigenu je relativno, a ne apsolutno. Relativno slabo vezivanje također znači da je moguće da se antitijelo križno reagira s različitim antigenima različitih relativnih afiniteta.
Često, kada se antitijelo i antigen vežu, oni postaju imunološki kompleks, koji djeluje kao jedinstveni objekt i može djelovati kao antigen na svoj način, suprotstavljajući se drugim protutijelima. Slično tome, hapteni su male molekule koje sami po sebi ne izazivaju imunološki odgovor, ali kada se vežu na proteine, rezultirajući kompleks ili adukt haptenskog nosača je antigenski.

## Izotipovi
Protutijela mogu doći u različitim vrstama poznatim kao isotipovi ili klase. U placentnim sisavcima postoji pet izotipova protutijela poznatih kao IgA, IgD, IgE, IgG i IgM. Svaki imenovani imenom "Ig" prefiksom koji se zalaže za imunoglobulinu (naziv se ponekad koristi zamjenjivo s antitijelom) i razlikuju se u svojim biološkim svojstvima, funkcionalnim mjestima i sposobnosti da se bave različitim antigenom, kao što je prikazano u tablici. Različiti sufiks izotipova antitijela označavaju različite tipove teških lanaca koje sadrži antitijela, sa svakim razredom teškog lanca imenovan abecednim redom: α (alfa), y (gamma), δ (delta), ε (epsilon) i μ (mu). To uzrokuje IgA, IgG, IgD, IgE i IgM.
| Klasa | Podrazred | Opis |
| ----- | --------- | --- |
| IgA   | 2         | Nalazi se u područjima sluznice, poput crijeva, dišnog trakta i urogenitalnog trakta, te sprečava kolonizaciju patogenima. Također se nalaze u slini, suzama i majčinom mlijeku.                                            |
| IgD   | 1         | Djeluje uglavnom kao antigenski receptor na B stanicama koje nisu bile izložene antigenom. Pokazalo se je da aktiviraju bazofile i mastocite da proizvode antimikrobne faktore.                                             |
| IgE   | 1         | Vezuje se na alergene i aktivira oslobađanje histamina iz mastocita i bazofila, te je uključen u alergiju. Također štiti od parazitskog crva.                                                                               |
| IgG   | 4         | U svoja četiri oblika, pruža većinu imuniteta baziranog na protutijelima protiv napadačkih patogena. Jedino protutijelo sposobno prelaziti posteljicu kako bi se postiglo pasivni imunitet fetusu .                         |
| IgM   | 1         | Izraženo na površini B stanica (monomera) i u izlučenom obliku (pentamer) s vrlo visokom avidnosti. Eliminira patogene u ranim stadijima B-stanica posredovanog (humoralnog) imuniteta prije nego što postoji dovoljan IgG. |

Izotip protutijela B stanica se mijenja tijekom razvoja i aktivacije stanica. Nezrele B stanice, koje nikada nisu bile izložene antigenu, izražavaju samo izotip IgM u obliku vezanom za površinu stanice. Limfocit B, u ovom obliku spreman za odgovor, poznat je kao "naivni B limfocit". Naivni B limfocit izražava i površinske IgM i IgD. Su-ekspresija oba ova imunoglobulinskog izotipa čini stanicu B spremnu reagirati na antigen. Aktivacija B stanica slijedi angažiranje molekule antitijela vezanih na stanicu s antigenom, uzrokujući da se stanica podijeli i diferencira u stanicu koja proizvodi antitijela naziva plazma stanicu. U ovom aktiviranom obliku, B stanica počinje proizvoditi protutijelo u izlučenom obliku umjesto membranskog oblika. Neke stanice kćeri aktiviranih B stanica podvrgavaju se prebacivanju izotipa, mehanizmu koji uzrokuje proizvodnju protutijela koja se mijenjaju od IgM ili IgD do drugih izotipova protutijela, IgE, IgA ili IgG, koji imaju određene uloge u imunološkom sustavu.
| Klasa | Vrste | Opis                                                                                |
| ----- | ----- | ----------------------------------------------------------------------------------- |
| IgY   |       | Pronađeno kod ptica i gmizavaca; povezan s IgG kojeg nalazimo kod sisavaca.         |
| IgW   |       | Pronađeno u morskim psima i sabljarkama ; povezan s IgD koji nalazimo kod sisavaca. |

## Struktura
Protutijela su teški (~ 150 k Da ) globularni proteini plazme. Veličina molekule antitijela je oko 10 nm. Imaju šećerne lance (glikani) koji se dodaju konzerviranim aminokiselinskim ostacima.Drugim riječima, protutijela su glikoproteini. Pridruženi glikani su kritički važni za strukturu i funkciju antitijela. Među ostalim, izraženi glikani mogu modulirati afinitet protutijela za svoje odgovarajuće FcR (ove).
Osnovna funkcionalna jedinica svakog protutijela je imunoglobulin (Ig) monomer (koji sadrži samo jednu Ig jedinicu); izlučena protutijela također mogu biti dimerna s dvije Ig jedinice kao s IgA, tetramerom s četiri Ig jedinice kao što je teleostski IgM ili pentamer s pet Ig jedinica, poput IgM kod sisavca.
Varijabilni dijelovi protutijela su njegove V regije, a konstantni dio je njegovo C područje.

### Domene imunoglobulina
Ig monomer je "Y" oblikovana molekula koja se sastoji od četiri polipeptidna lanca; dva identična teška lanca i dva identična laka lanca povezana disulfidnim vezama. Svaki lanac sastoji se od strukturnih domena koje se nazivaju imunoglobulinske domene. Ove domene sadrže oko 70-110 aminokiselina i razvrstavaju se u različite kategorije (na primjer, varijabla ili IgV i konstanta ili IgC) prema veličini i funkciji. Imaju karakterističnu fleksibilnost imunoglobulina u kojoj dva beta lista stvaraju oblik "sendviča", koji se drže zajedno pomoću interakcija između konzerviranih cisteina i drugih nabijenih aminokiselina.

### Teški lanac
Postoji pet vrsta Ig teških lanaca kod sisavaca označenih grčkim slovima : α, δ, ε, γ i μ . Vrsta prisutnog teškog lanca definira klasu antitijela; ti lanci se nalaze u protutijelima IgA, IgD, IgE, IgG i IgM. Različiti teški lanci razlikuju se po veličini i sastavu; α i γ sadrže približno 450 aminokiselina, dok μ i ε imaju približno 550 aminokiselina .
Svaki teški lanac ima dvije regije, konstantnu regiju i varijabilnu regiju. Konstantna regija je identična u svim protutijelima istog izotipa, ali se razlikuje u protutijelima različitih izotipova. Teški lanci γ, α i δ imaju konstantnu regiju sastavljenu od tri tandem (u liniji) Ig domena, i zglobne regije za dodatnu fleksibilnost; teški lanci μ i ε imaju konstantnu regiju sastavljenu od četiri imunoglobulinske domene. Varijabilna regija teškog lanca razlikuje se u protutijelima proizvedenim od različitih B stanica, ali je ista za sva antitijela proizvedena od strane jednog B ili B stanica klona. Varijabilna regija svakog teškog lanca je duga oko 110 aminokiselina i sastoji se od jedne Ig domene.

### Laki lanac
U sisavaca postoje dvije vrste lakog lanca imunoglobulina, koje se nazivaju lambda (λ) i kappa (κ). Lagani lanac ima dvije uzastopne domene: jednu konstantnu domenu i jednu varijabilnu domenu. Približna dužina lakog lanca je 211 do 217 aminokiselina. Svako antitijelo sadrži dva laka lanca koji su uvijek identični; samo jedna vrsta lakog lanca, κ ili λ, prisutna je po protutijelima kod sisavaca. Druge vrste lakih lanaca, kao što je iota (ι) lanac, nalaze se u drugim kralježnjacima poput morskih pasa (Chondrichthyes) i koštanih riba (Teleostei).

## Funkcija
Glavne kategorije antitijela uključuju sljedeće:
- Neutralizacija, u kojoj neutralizirajuća protutijela blokiraju dijelove površine bakterijske stanice ili viriona da bi njegov napad učinio neučinkovitim

- Aglutinizacija, u kojoj antitijela "lijepe zajedno" strane stanice u klupka koja su atraktivne mete za fagocitozu
- Precipitacija, u kojoj antitijela "zajedno ljepljuju" antigene topljivih u serumu, prisiljavajući ih da istječu iz otopine u skupinama koje su atraktivne meta za fagocitozu
- Aktivacija komplementa (fiksacija), u kojoj antitijela koja su uhvaćena na stranu stanicu potiču komplement kako bi ga napali s membranskim napadnim kompleksom, što dovodi do sljedećeg:
  - Liza strane stanice
  - Poticanje upale kemotaktičkim privlačenjem upalnih stanica

Aktivirane B stanice razlikuju se u stanicama koje proizvode protutijela nazvane plazma stanice koje izlučuju topljivo antitijelo ili memorijske stanice koje opstanu u tijelu godinama poslije, kako bi imunološki sustav mogao pamtiti antigen i brže reagirati na buduće izloženosti.
Na prenatalnim i neonatalnim stadijima života prisustvo protutijela osigurava pasivna imunizacija majke. Rana endogena proizvodnja antitijela varira za različite vrste antitijela, i obično se pojavljuju u prvim godinama života. Budući da antitijela slobodno postoje u krvotoku, za njih se kaže da su dio humoralnog imunološkog sustava. Cirkulirajuća protutijela proizvode klonalne B stanice koje specifično reagiraju na samo jedan antigen (primjer je fragment proteina virusa kapsida ). Protutijela doprinose imunitetu na tri načina: sprječavaju patogene da uđu ili oštećuju stanice vezanjem na njih; stimuliraju uklanjanje patogena makrofagima i drugim stanicama premazivanjem patogena; i potiču uništavanje patogena poticanjem drugih imunoloških odgovora kao što je put komplementa . Antitijela će također potaknuti degranulaciju vazoaktivne amine da doprinesu imunitetu protiv određenih vrsta antigena (helminti, alergeni).

### Aktivacija komplementa
Antitijela koja se vežu na površinske antigene (na primjer, na bakterije) privući će prvu komponentu kaskade komplementa s njihovom Fc regijom i pokrenuti aktivaciju "klasičnog" sustava komplementa. To dovodi do ubijanja bakterija na dva načina. Prvo, vezanje protutijela i molekula komplementa označava mikrob za gutanje fagocitima u procesu koji se naziva opsonizacija ; ovi fagociti privlače određene komplementarne molekule koje nastaju u komplementarnoj kaskadi. Drugo, neke komponente sustava komplementa formiraju membranski napadni kompleks kako bi pomogli antitijelima da izravno ubiju bakteriju.

### Aktivacija efektor stanica
Za borbu protiv patogena koji se repliciraju izvan stanica, protutijela se vežu na patogene kako bi ih povezali, uzrokujući da aglutiraju. Budući da protutijelo ima najmanje dva paratopa, može vezati više od jednog antigena vezanjem identičnih epitopa na površinama tih antigena. Premazivanjem patogena, protutijela stimuliraju efektorske funkcije protiv patogena u stanicama koje prepoznaju njihovu Fc regiju.
One stanice koje prepoznaju obložene patogene imaju Fc receptore, koji, kako ime sugerira, djeluju u interakciji s Fc regijom IgA, IgG i IgE protutijela. Angažiranje određenog antitijela s Fc receptorom na određenoj stanici pokreće funkciju efektora te stanice; fagociti će fagocitozni, mastociti i neutrofili će se degranulirati, prirodne stanice ubojice otpuštaju citokine i citotoksične molekule; koji će u konačnici rezultirati uništenjem invazivnog mikroba. Aktivacija prirodnih stanica ubojica pomoću antitijela pokreće citotoksični mehanizam poznat kao citotoksičnost posredovana stanicama ovisna o antitijelima (ADCC) - taj proces može objasniti učinkovitost monoklonskih protutijela koja se koriste u biološkim terapijama protiv raka. Fc receptori su specifični za izotip, što daje veću fleksibilnost imunološkom sustavu, pozivajući samo na odgovarajuće imunološke mehanizme za različite patogene.  

### Prirodna protutijela
Ljudi i viši primati također proizvode "prirodna antitijela" koja su prisutna u serumu prije virusne infekcije. Prirodna protutijela definirana su kao protutijela koja se proizvode bez ikakve prethodne infekcije, cijepljenja, druge strane izloženosti antigenom ili pasivne imunizacije. Ta protutijela mogu aktivirati klasični put komplementa koji dovodi do lize zaraznih virusnih čestica mnogo prije aktiviranja adaptivnog imunološkog odgovora. Mnoga prirodna antitijela su usmjerena protiv disaharidne galaktoze α (1,3) -galaktoze (α-Gal), koji se nalazi kao terminalni šećer na glikoziliranim proteinima površinskih stanica i generira kao odgovor na proizvodnju ovog šećera pomoću bakterija sadržanih u ljudskog crijeva. Smatra se da odbacivanje transplantiranih organa djelomično rezultat prirodnih protutijela koja cirkuliraju u serumu primatelja koji se veže na a-Gal antigene ekspresirane na donorskom tkivu.

## Različitost imunoglobulina
Gotovo svi mikrobi mogu izazvati reakciju antitijela. Uspješno prepoznavanje i iskorjenjivanje mnogih različitih vrsta mikroba zahtijeva različitost među antitijelima; njihova aminokiselinska kompozicija varira tako da im dopušta interakciju s mnogo različitih antigena. Procjenjuje se da ljudi stvaraju oko 10 milijardi različitih antitijela, od kojih svaki može vezati različit epitop antigena. Iako u jednom pojedincu se generira ogroman repertoar različitih antitijela, broj gena dostupnih za izradu tih proteina ograničen je veličinom ljudskog genoma. Razvijeno je nekoliko složenih genetskih mehanizama koji dopuštaju B stanica kralježnjaka da generiraju raznolik bazen protutijela iz relativno malog broja gena protutijela.

## Medicinske primjene

### Dijagnoza bolesti
Detekcija određenih antitijela je vrlo čest oblik medicinske dijagnostike, a primjena poput serologije ovisi o tim metodama. Na primjer, u biokemijskim testovima za dijagnostiku bolesti, titar protutijela usmjerenih protiv Epstein-Barr virusa ili Lymeove bolesti procjenjuje se iz krvi. Ako ta antitijela nisu prisutna, osoba nije inficirana ili se infekcija dogodila jako davno, a B stanice koje generiraju ta specifična protutijela prirodno su propale.
U kliničkoj imunologiji, razine pojedinih klasa imunoglobulina se mjere pomoću nephelometrije (ili turbidimetrije) za karakterizaciju protutijela profila bolesnika. Povišenja u različitim razredima imunoglobulina ponekad su korisna u određivanju uzroka oštećenja jetre kod bolesnika za koje je dijagnoza nejasna. Na primjer, povišena IgA ukazuje na alkoholnu cirozu, povišeni IgM označava virusni hepatitis i primarnu bilijarnu cirozu, dok je IgG povišen kod virusnog hepatitisa, autoimunog hepatitisa i ciroze.
Autoimune bolesti često se mogu pratiti do antitijela koja vezuju vlastite epitope tijela; mnogi se mogu otkriti krvnim testovima. Antitijela usmjerena protiv antigena površine crvenih krvnih stanica u hemolitičkoj anemiji posredovane imunološkim sredstvima detektirana su pomoću Coombs testa. Coombsov test se također koristi za screening antitijela u pripravi transfuzije krvi, kao i za screening antitijela kod žena koje rade s antenatalima.  
Praktično, nekoliko dijagnostičkih postupaka baziranih na otkrivanju kompleksnih antigenskih protutijela koriste se za dijagnosticiranje infektivnih bolesti, na primjer ELISA, imunofluorescencija, Western blot, imunodifuzija, imunoelektroforeza i magnetski imunotest. Protutijela koja se podižu protiv ljudskog korionskog gonadotropina koriste se u kućnim testovima trudnoće.
Nova dioksaborolana kemija omogućuje obilježavanje radioaktivnim fluoridom (18 F) antitijela koja omogućuju snimanje pozitronske emisijske tomografije (PET) karcinoma.

### Terapija bolesti
Ciljana terapija monoklonskim antitijelima se koristi za liječenje bolesti poput reumatoidnog artritisa, multiple skleroze, psorijaze, i mnogih oblika raka, uključujući ne-Hodgkinov limfom, rak debelog crijeva, rak glave i vrata ,te raka dojke.
Neki imunološki nedostaci, kao što je X-vezana agammaglobulinemija i hipogammaglobulinemija, rezultiraju djelomičnim ili potpunim nedostatkom protutijela. Te se bolesti često tretiraju induciranjem kratkotrajnog oblika imuniteta koji se naziva pasivni imunitet. Pasivni imunitet se postiže prijenosom gotovih protutijela u obliku ljudskog ili životinjskog seruma, skupljenih imunoglobulina ili monoklonskih antitijela, u pogođenog pojedinca.

### Prenatalna terapija
Rh faktor, također poznat kao Rh D antigen, je antigen pronađen na crvenim krvnim stanicama; pojedinci koji su Rh-pozitivni (Rh +) imaju ovaj antigen na svoje crvene krvne stanice i pojedinci koji su Rh-negativni (Rh-) ne. Tijekom normalnog porođaja, traume poroda ili komplikacija tijekom trudnoće, krv iz fetusa može ući u majčin sustav. U slučaju Rh-inkompatibilne majke i djeteta, posljedična mješavina krvi može senzibilizirati Rh-majku na Rh antigen na krvnim stanicama Rh + djeteta, stavljajući ostatak trudnoće i bilo koje kasnije trudnoće na rizik od hemolitičke bolesti novorođenčeta.
Rho (D) imunoglobulinska protutijela specifična su za humani RhD antigen. Anti-RhD protutijela primjenjuju se kao dio prenatalnog režima tretmana kako bi se spriječila senzibilizacija koja se može pojaviti kada Rh-negativna majka ima Rh-pozitivni fetus. Liječenje majke Anti-RhD protutijelima prije i neposredno nakon traume i poroda uništava Rh antigen u majčinom sustavu koji je primila od fetusa. Važno je napomenuti da se to događa prije nego što antigen može stimulirati majčinske B stanice da "sjećaju" Rh antigen stvaranjem memorije B stanica. Stoga, njezin humoralni imunološki sustav neće učiniti anti-Rh protutijela, i neće napadati Rh antigene trenutnih ili naknadnih beba. Rho (D) Liječenje imunološkog globulina sprječava senzibilizaciju koja može dovesti do Rh bolesti, ali ne sprječava ili liječi samu bolest.

## Istraživačke aplikacije
Specifična protutijela se proizvode injekcijom antigena u sisavca, kao što je miš, štakor, kunić, koza, ovaca ili konj za velike količine antitijela. Krv izolirano od tih životinja sadrži poliklonska protutijela - više protutijela koja se vežu na isti antigen - u serumu, što se sada može nazvati antiserumom. Antigeni se također injektiraju u piliće za generaciju poliklonalnih protutijela u žumanjku jajeta. Da bi se dobio protutijelo specifično za jedan epitop antigena, limfociti koji izlučuju antitijela su izolirani iz životinje i imortalizirani spajanjem sa stanicama raka karcinoma. Spojene stanice nazivaju se hibridomi i kontinuirano će rasti i lučiti protutijela u kulturi. Pojedine hibridomske stanice izolirane su razrjeđivanjem kloniranja da bi se stvorili stanični klonovi koji svi stvaraju isto protutijelo; ta antitijela se nazivaju monoklonska protutijela. Poliklonalna i monoklonska protutijela često su pročišćena upotrebom Protein A / G ili antigen-afinitetne kromatografije.
U istraživanju, pročišćena protutijela koriste se u mnogim aplikacijama. Protutijela za istraživačke primjene mogu se naći izravno od dobavljača antitijela ili pomoću specijalizirane tražilice. Istraživačka antitijela najčešće se upotrebljavaju za prepoznavanje i lociranje unutarstaničnih i ekstracelularnih proteina. Protutijela se koriste u protočnoj citometriji radi diferencijacije tipova stanica pomoću proteina koje izražavaju; različite vrste stanica ekspresiraju različite kombinacije klastera molekula diferencijacije na njihovoj površini i proizvode različite intracelularne i izlučivi proteini. Također se upotrebljavaju u imunoprecipitaciji kako bi se odvojili proteini i sve što im je vezano (ko-imunoprecipitacija) od drugih molekula u staničnom lizatu, u Western blot analizama kako bi se identificirali proteini razdvojeni elektroforezom te u imunohistokemijskoj ili imunofluorescencijom za ispitivanje ekspresije proteina u sekcijama tkiva ili za lociranje proteina unutar stanica uz pomoć mikroskopa. Proteini se također mogu otkriti i kvantificirati s protutijelima, koristeći ELISA i ELISPOT tehnike.
Antitijela koja se koriste u istraživanju su neki od najmoćnijih, ali najproblematičnijih reagensa s ogromnim brojem čimbenika koji moraju biti kontrolirani u bilo kojem eksperimentu uključujući križnu reaktivnost ili antitijela koja prepoznaju višestruke epitope i afinitet, što može varirati ovisno o eksperimentalnim uvjetima kao što su kao pH, otapalo, stanje tkiva itd. Pokušali smo se poboljšati i na način na koji istraživači potvrđuju protutijela i načine na koje izvještavaju o protutijelima. Istraživači koji koriste antitijela u svom radu trebaju ih pravilno zabilježiti kako bi omogućili da njihovo istraživanje bude reproducibilno (a time i testirano i kvalificirano od strane drugih istraživača). Manje od polovice ispitivanih protutijela na akademskim radovima može se lako identificirati. Radovi objavljeni u F1000 u 2014. i 2015. godini daju istraživačima vodič za prijavljivanje istraživanja antitijela. 